# Вельево
Вельево — деревня в Московской области России. Входит в городской округ Солнечногорск. Население — 1 чел. (2010).

## География
Деревня Вельево расположена на севере Московской области, в северной части округа, примерно в 9,5 км к северо-востоку от центра города Солнечногорска, с которым связана прямым автобусным сообщением. К деревне приписано 13 садоводческих товариществ. Ближайшие населённые пункты — деревни Бедово, Рыгино и Тимоново.

## Население
| 1852 | 1859 | 1890 | 1899 | 1926 | 1966 | 1998 |
| ---- | ---- | ---- | ---- | ---- | ---- | ---- |
| 76   | ↗95  | ↗103 | ↘101 | ↗136 | ↘32  | ↘2   |
| 2002 | 2010 |      |      |      |      |      |
| ↘1   | →1   |      |      |      |      |      |

## История
Вельева, деревня 1-го стана, Шиллинга, Фёдора Петровича, Надворного Советника, крестьян 38 душ мужского пола, 38 женского, 70 верст от столицы, 20 от уездного города, близ Московского шоссе.— Нистрем К. Указатель селений и жителей уездов Московской губернии, 1852 г.
В «Списке населённых мест» 1862 года — владельческая деревня 1-го стана Клинского уезда Московской губернии по левую сторону Санкт-Петербурго-Московского шоссе, в 20 верстах от уездного города, при колодцах, с 12 дворами и 95 жителями (44 мужчины, 51 женщина).
По данным на 1890 год — деревня Солнечногорской волости Клинского уезда с 103 душами населения, в 1899 году — деревня Вертлинской волости Клинского уезда, проживал 101 житель.
В 1913 году — 17 дворов.
По материалам Всесоюзной переписи населения 1926 года — деревня Рыгинского сельсовета Вертлинской волости Клинского уезда в 5,3 км от Солнечной Горы и 10,7 км от станции Подсолнечная Октябрьской железной дороги, проживало 136 жителей (56 мужчин, 80 женщин), насчитывалось 26 крестьянских хозяйств.
С 1929 года — населённый пункт в составе Солнечногорского района Московского округа Московской области. Постановлением ЦИК и СНК от 23 июля 1930 года округа как административно-территориальные единицы были ликвидированы.
1929—1954 гг. — деревня Тимоновского сельсовета Солнечногорского района.
1954—1957, 1960—1963, 1965—1972 гг. — деревня Елизаровского сельсовета Солнечногорского района.
1957—1960 гг. — деревня Елизаровского сельсовета Химкинского района.
1963—1965 гг. — деревня Елизаровского сельсовета Солнечногорского укрупнённого сельского района.
1972—1976 гг. — деревня Таракановского сельсовета Солнечногорского района.
1976—1994 гг. — деревня Вертлинского сельсовета Солнечногорского района.
С 1994 до 2006 гг. деревня входила в Вертлинский сельский округ Солнечногорского района.
С 2005 до 2019 гг. деревня включалась в городское поселение Солнечногорск Солнечногорского муниципального района.
С 2019 года деревня входит в городской округ Солнечногорск.